# シェムリアップ
座標: 北緯13度21分44秒 東経103度51分35秒 / 北緯13.36222度 東経103.85972度
シェムリアップまたはシエムレアプ（クメール語: ក្រុងសៀមរាប、ラテン文字表記：Siem Reap、英語: Siem Reap）は、カンボジア北西部のシェムリアップ州の州都。
2018年の人口は13万9458人 で、同国5位。カンボジア国内でも人口が集中し、増加の著しい地域の一つである。面積10,299㎢は国土の5.7%を占め、州の人口密度は87人/㎢で全国平均の75人/㎢よりもやや高い。しかし、都市的地域を少し離れると広く農村が広がっており、2013年時点の州内の農地面積は233,618haで、バタンバン州に次いで広く、カンボジアの国全体のおよそ7.6%を占めている。
アンコール・ワット、アンコール・トムなどを含むアンコール遺跡群の観光拠点となっている。
日本ではシエムレアプやシエムリプとも表記される。

## 歴史

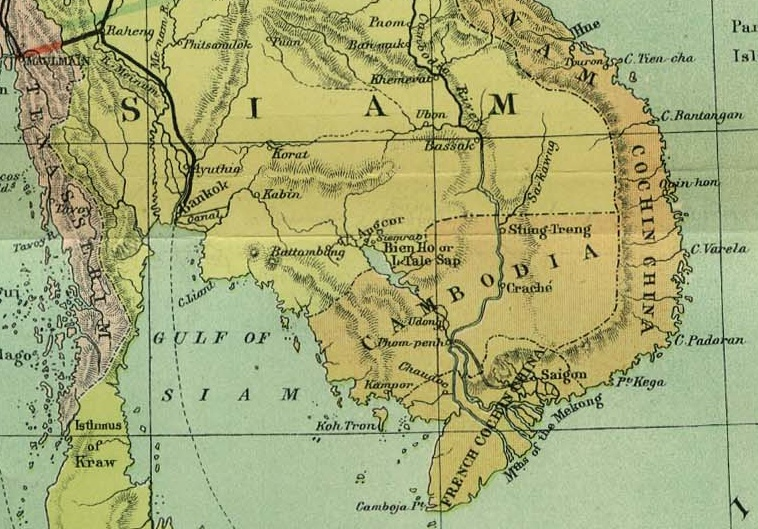
1886年のカンボジア。シェムリアップ周辺はシャムの統治下に置かれていた

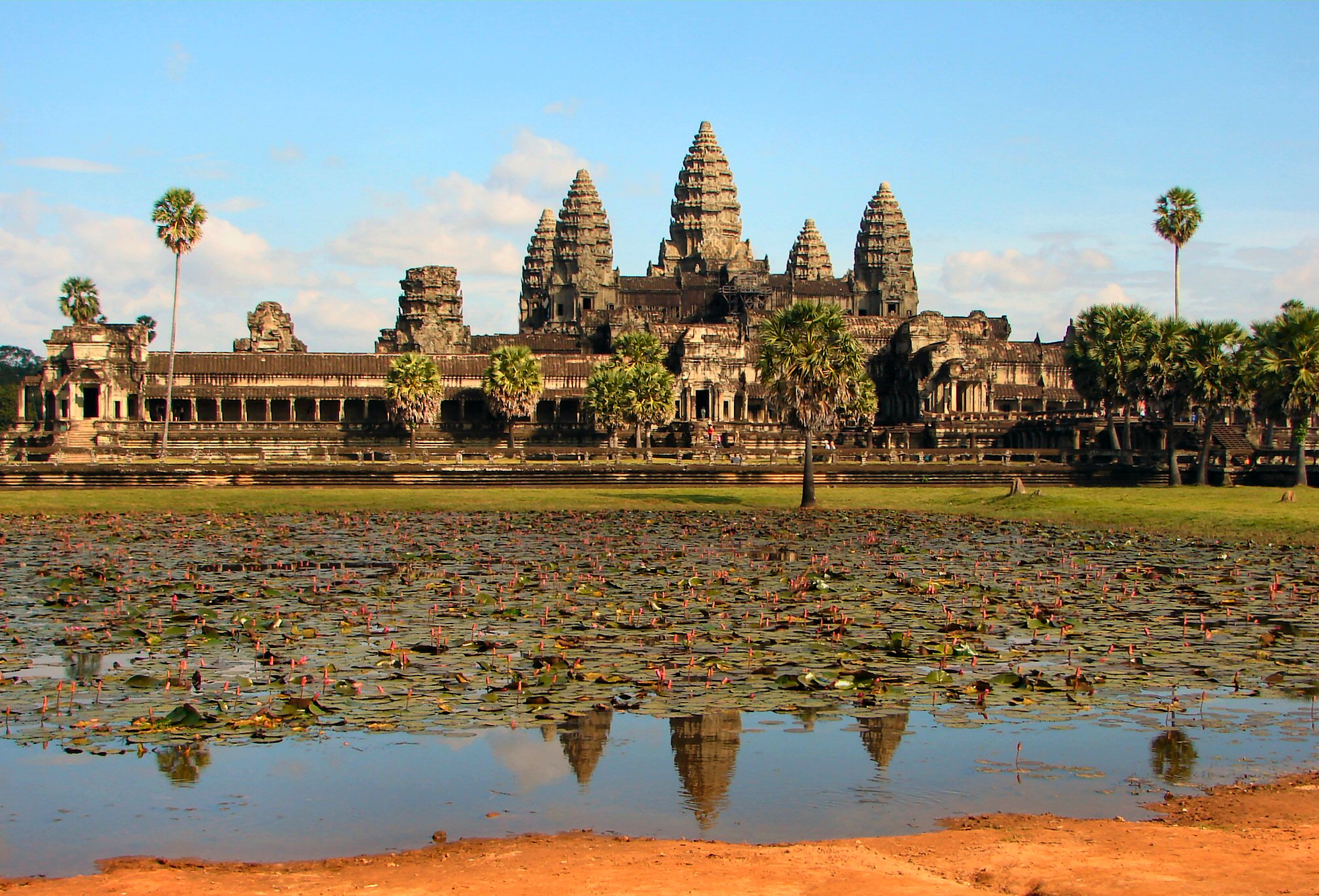
アンコール・ワット

シェムリアップ一帯は、何世紀もの間、シャム（現在のタイ王国）の領土かその王権の属国であった。Siem Reap は直訳すれば「シャム人敗戦の地」であるが、これは17世紀にクメール人がシャムのアユタヤ王朝の軍隊に勝利したことにちなむ。
帝国主義時代にフランスは東南アジアの広大な領域を植民地化した。カンボジアのほかにラオスもベトナムもこの「フランス領インドシナ」に属した。1907年3月25日の条約で、シェムリアップ、バッタンバン及びシソポン（合計で 20,000 平方キロメートル以上）も植民地政府に属した。
太平洋戦争中はタイ・フランス領インドシナ紛争と、それを終結させた東京条約により、一時期タイの領土となったが、戦後はフランス領に復帰した。しかし1949年から1953年にかけカンボジア王国が成立すると、その領域となった。
1975年から始まったクメール・ルージュ支配の時代には、全国の都市から連行された人々が、畑での重労働に従事させられた。これらの人々は、1979年1月にベトナム軍が侵攻してクメール・ルージュに勝利した後、地元に帰還出来たが、クメール・ルージュは1990年代の初めまで森に逃げ込んで抵抗を続けた。住民は、長年の間、バリケードを築いて中心街を守らなければならなかった。シェムリアップやUNTAC平和維持部隊に対する最後の攻撃は1993年に起こった。
政府が外国人観光客の入国を認めるようになると、多くの観光客がシェムリアップをアンコール遺跡群への拠点として利用したため、安定した収入源が加わった。こうして、20世紀の初頭に建てられたホテルが次々に再び営業を始めた。
2000年代に入っても、シェムリアップは観光の拠点都市として発展し続けており、様々な種類のレストランに加えて、五つ星高級ホテルから5米ドルの安宿まで、あらゆる価格帯のホテルやゲストハウスが営業している。現在、プノンペンと同様に建設ラッシュの状態にあり、国立の巨大な博物館やコンサートホール（地元の小児は無料）、観光客向けの病院なども建設されている。

## 地理

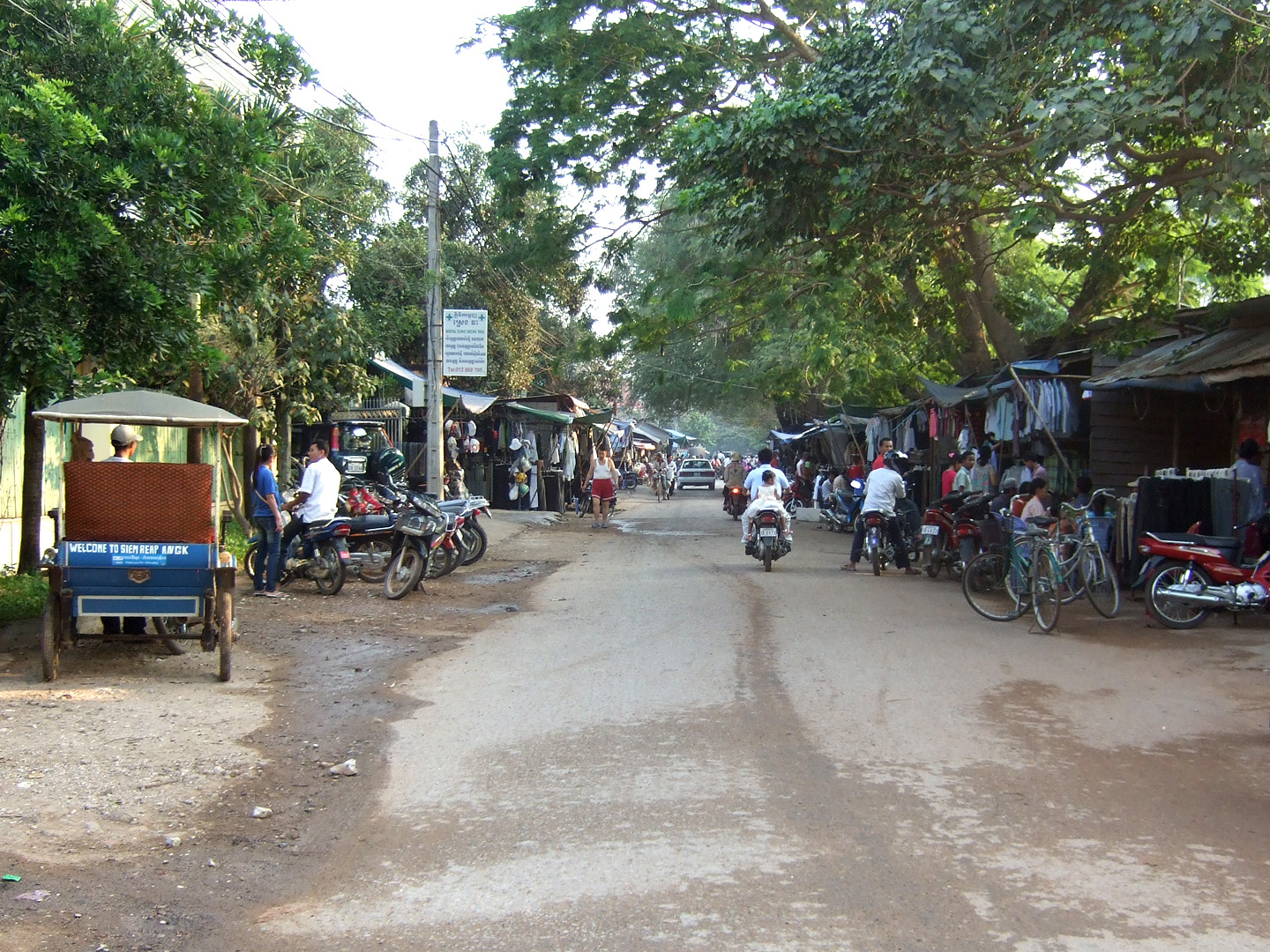
シェムリアップ川沿いの生活路

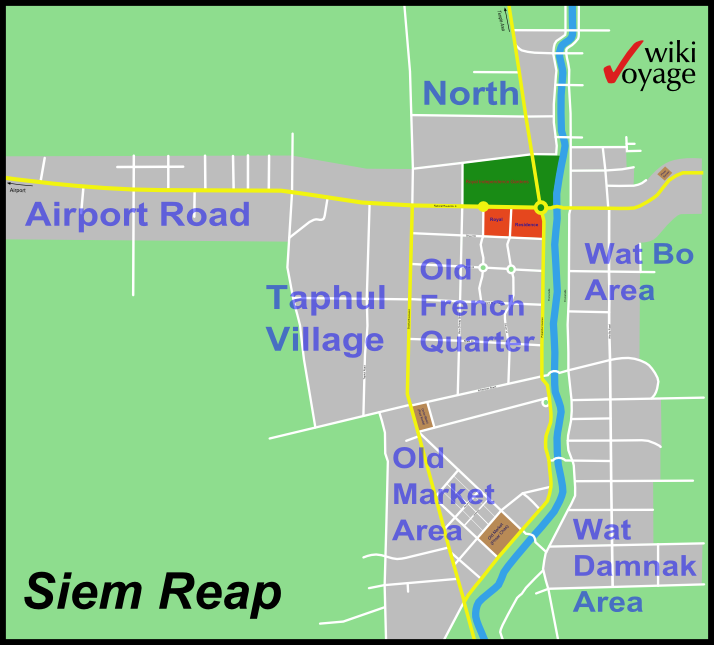
シェムリアップ市街図

東南アジア最大の湖であり、世界でも有数の多様な魚類が生息するトンレサップ湖の約10キロメートル北東にあり、アンコール・ワットの6キロメートル南である。
シェムリアップ川の両岸に広がる市街地には60,000人の住民がいる。カンボジアの他の多くの町と同じく、いくつものWat（寺院と僧坊）の周りに発展した村がひとまとまりになって発展してできた町である。
町の中心にはオールド・マーケットがあり、その周りをフランス植民地風の民家が取り囲んでいる。

## 食事
カンボジア料理は醤油や魚醤が主に使われ、日本人の口に合うと言われている。ココナッツミルクや、レモングラスや胡椒などの香辛料が使われるものも多い。
代表的な料理
- アモック：魚や鶏肉のココナッツミルク、カレー蒸し。
- ロックラック：牛肉の甘辛タレ炒め。
- ソムローカリー：ココナッツミルクカレー。大きめに切った鶏肉や野菜がゴロゴロ入っている。
- イカと生胡椒炒め：プリプリのイカと緑の生胡椒が最高に合う。胡椒はカンボジアの特産物。

## 特産物と土産物
3月から4月はマンゴーの季節、街から一歩出るとマンゴーの実でいっぱいの木があちこちに見られる。
あまり知られていないが、同じ時期にカシューナッツの木もシーズンを迎える。
ドライマンゴーやカシューナッツは土産物の定番だが、これらの実でお酒も造られている。
Samnangkor Distillers：マンゴーや、カシューナッツの実の廃棄処分を減らそうとして始まり、ジャムやフルーツブランデーなどを作っている。
特にカシューナッツの「実」は水分を沢山含むため、少しの傷ですぐに腐食が進み、輸送ができず食品加工することが難しい。故にカンボジアでは「ナッツ」のみ収穫され、「実」は破棄されることが主である。
Very Berry：農村で一つ一つ手作りされたウォーターヒヤシンスバックや、クロマーと呼ばれるカンボジアのスカーフ、
上記Samnangkor Distillersのお酒やジャムなど、手づくりのものが販売されている。

## 気候
| シェムリアップの気候   | シェムリアップの気候 | シェムリアップの気候 | シェムリアップの気候 | シェムリアップの気候 | シェムリアップの気候 | シェムリアップの気候 | シェムリアップの気候 | シェムリアップの気候 | シェムリアップの気候 | シェムリアップの気候 | シェムリアップの気候 | シェムリアップの気候 | シェムリアップの気候 |
| 月                     | 1月                  | 2月                  | 3月                  | 4月                  | 5月                  | 6月                  | 7月                  | 8月                  | 9月                  | 10月                 | 11月                 | 12月                 | 年                   |
| ---------------------- | -------------------- | -------------------- | -------------------- | -------------------- | -------------------- | -------------------- | -------------------- | -------------------- | -------------------- | -------------------- | -------------------- | -------------------- | -------------------- |
| 平均最高気温 °C （°F） | 32.0 (89.6)          | 33.3 (91.9)          | 34.6 (94.3)          | 35.5 (95.9)          | 35.2 (95.4)          | 33.5 (92.3)          | 32.7 (90.9)          | 32.0 (89.6)          | 32.2 (90)            | 31.3 (88.3)          | 30.6 (87.1)          | 31.0 (87.8)          | 32.83 (91.09)        |
| 平均最低気温 °C （°F） | 19.7 (67.5)          | 20.8 (69.4)          | 26.1 (79)            | 25.1 (77.2)          | 25.4 (77.7)          | 24.8 (76.6)          | 24.8 (76.6)          | 25.0 (77)            | 24.5 (76.1)          | 23.9 (75)            | 22.4 (72.3)          | 20.3 (68.5)          | 23.57 (74.41)        |
| 降水量 mm （inch）     | 0.7 (0.028)          | 3.5 (0.138)          | 28.0 (1.102)         | 61.2 (2.409)         | 175.9 (6.925)        | 221.3 (8.713)        | 236.6 (9.315)        | 151.0 (5.945)        | 276.1 (10.87)        | 248.0 (9.764)        | 81.7 (3.217)         | 10.1 (0.398)         | 1,494.1 (58.824)     |
| 出典：worldweather.org |                      |                      |                      |                      |                      |                      |                      |                      |                      |                      |                      |                      |                      |

## 経済

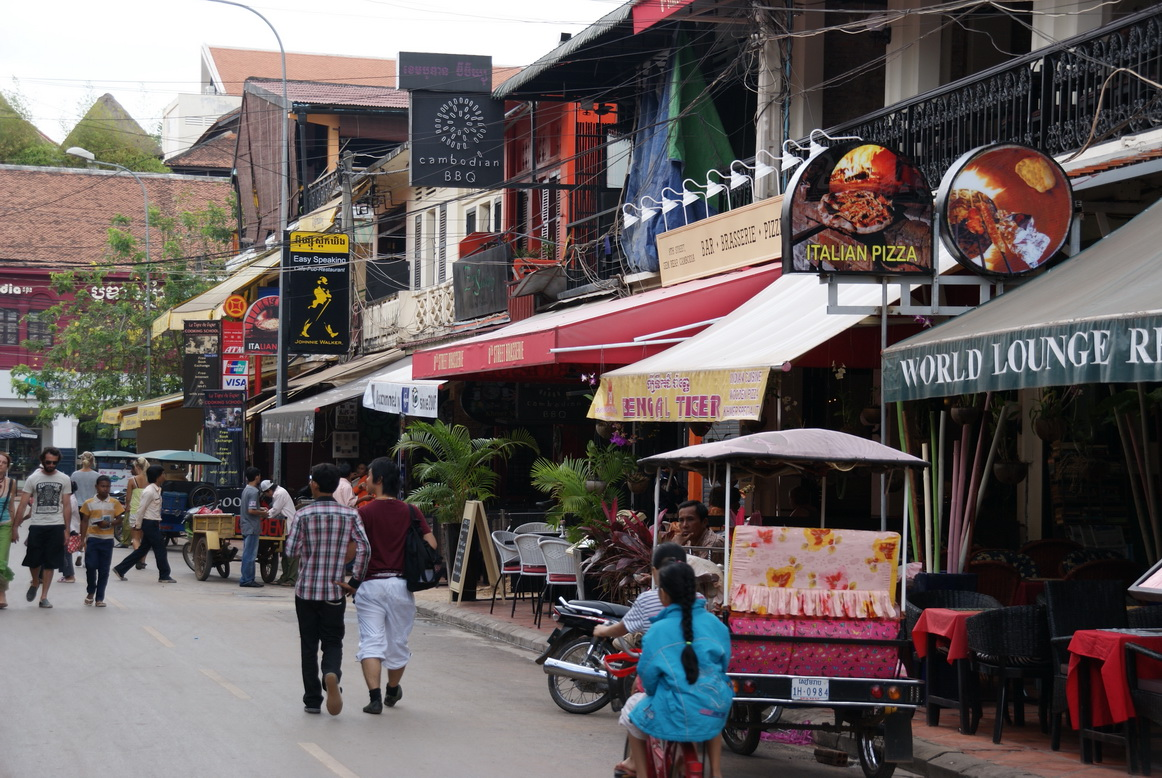
観光客で賑わうパブストリート

今なお、国内産業の中心は農林水産業にあるものの、加えて観光業に重点を置いた産業が活発化している。カンボジアでもっともよく知られる観光資源の一つに、シェムリアップ州に存在するアンコールワットがあげられるが、シェムリアップ州では、アンコールワットのほか、クメール王朝の遺跡群が多数存在するため、周辺地域の観光業はますますの発展を見せている。このようにシェムリアップの市街地や、遺跡等の観光地周辺には観光関連産業の集中から、農林水産業を従事してきた地域住民にも観光関連産業への転換の動きも見られる。
トンレサップ湖周辺では、伝統的に、住民は水田での米作と漁業を生活の基盤とし、最も重要な収入源にしてきた。シェムリアップ州全体で見ても、小規模経営の農家が多く、米を中心とした作物栽培のほか、家畜の飼養も多い。2013年時点では、飼養頭数で比較すると、ブタが6位、牛が5位、鶏が5位、アヒルが4位などとなっている。クメール・ルージュはアンコール遺跡群周辺を最後の拠点として抵抗を続けたが、相次ぐ投降を受けてポル・ポトがソン・センを処刑し、ついでポル・ポトが死亡すると、本格的な地雷撤去作業が始められ、シェムリアップは観光都市としての復活を始めた。
1990年代に一連のプロセスが進行し、カンボジア国内の政治情勢も安定して、シェムリアップも平和で国内でも比較的に繁栄するようになった（とはいえ、カンボジアは最貧国の一つであり、平均月収は約30米ドルにすぎない）。シェムリアップの繁栄は観光業に負うところが大きい。
市街中心部には日本のNGOが設立した小児病院があり、北東部にも、ジャヤヴァルマン7世小児科病院がある。同院は、スイスの医師ビート・リヒナーがスイスとフランスを中心に集めた寄付で設立したものであり、子供達に無料で医療を提供している。彼はビートチェロという名前で毎週土曜日定期的にチェロのコンサートを開き、演奏を披露するとともに、児童の衛生について講演をしている。

## 観光

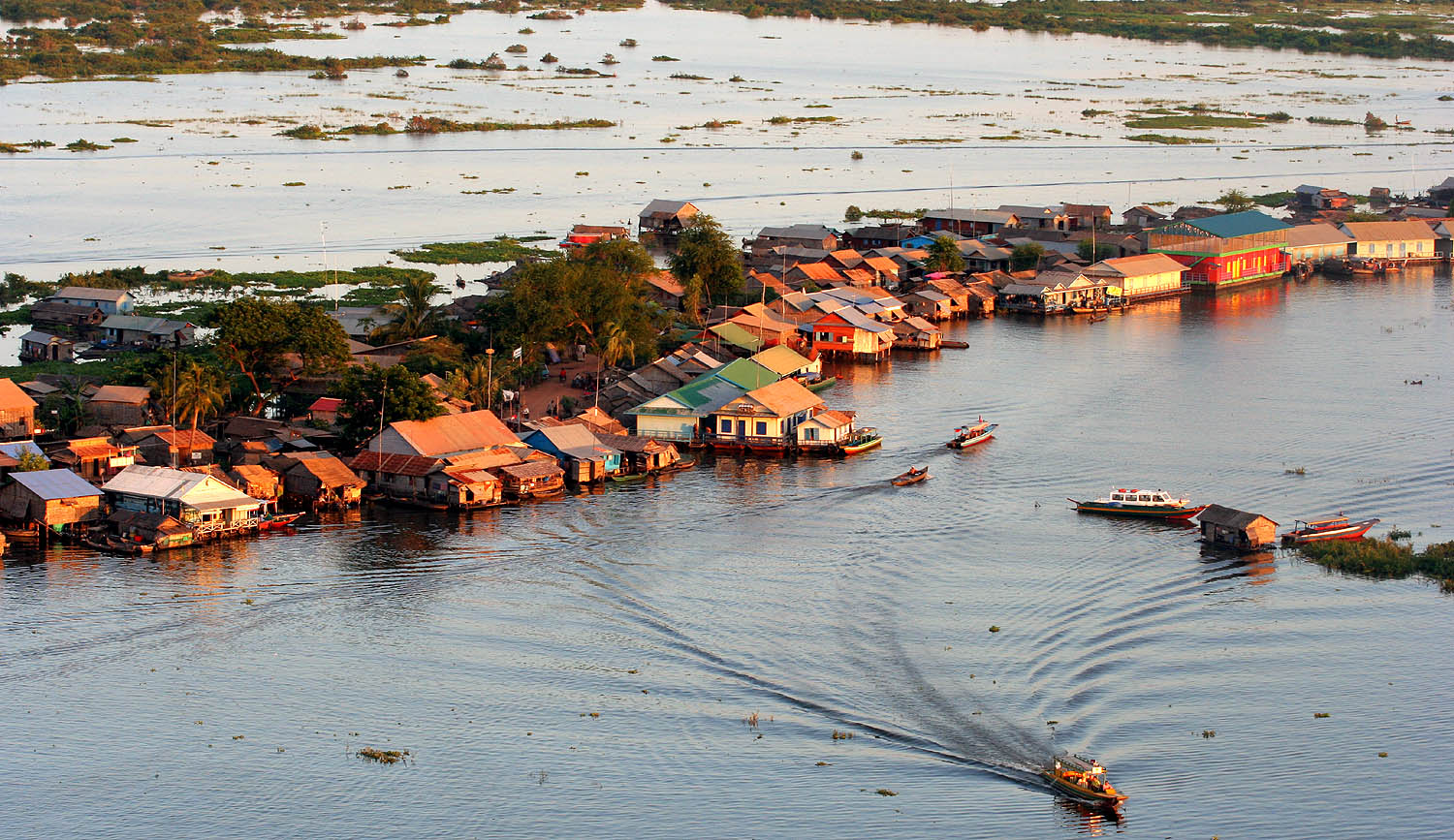
トンレサップ湖

シェムリアップ州を含め、カンボジアでは、観光業の積極的な拡大と推進に力を入れている。2016年の1年間にカンボジアを訪れた外国人は5,011,712人となり、前年と比較しても5.0%の増加となった。また、カンボジアを訪れる外国人の約88%は観光を主目的としており、こうした外国人観光客によりもたらされた収益は2016年時点で32億1200万ドルにのぼるとの報告があるが、この数字はカンボジアの国内総生産のおよそ16%にあたる。
カンボジアでも特にシェムリアップ州への外国人訪問客は多い。シェムリアップ州の郊外に位置するシェムリアップ国際空港からの入国者数は2016年時点で1,507,039人となり、空路による入国者数のうち55.7%を占めている。2023年10月には、シェムリアップ・アンコール国際空港が開業した。外国人旅行者のうち、およそ44%がアンコールワットなどの様々な遺跡が点在するシェムリアップ州への訪問を行っており、シェムリアップ州はカンボジアにおける最大の観光地域となっている。

### 市街地
シェムリアップ川沿いにあるオールド・マーケットには観光客向けの店が多数立ち並び、特産の絹織物や工芸品が玉石混交で売られている。中には地元産でないものもある。地元産にこだわり、かつ質の高いものを求めるのであれば、オールド・マーケットを囲むように立ち並ぶセントゥール・ダンコールやアルチザン・ダンコールなどといったヨーロッパ資本の店がある。しかし、価格はかなり高い。東側にはプサー・ルー（そのまま「市場」の意）があり、観光客もそれなりに訪れるが、むしろ地元民の生活用品が中心であり観光客向けの商品は少ない。
夜間の治安は良いとは言いがたく、徒歩での移動はごく短距離を除いて避けたほうが良い。信用できるバイクタクシーやトゥクトゥクを利用したほうが安全である。

### 寺院
シェムリアップ最古の寺院の一つは Wat Bo であるが、その壁にはブッダの生涯を表現する壁画が描かれている。 Wat Thmei にはクメール・ルージュの犠牲者の遺骨を納め、記憶にとどめるために建てられたストゥーパがある。首都プノンペンのものよりは敷地面積、規模共に小さいがこちらもキリングフィールドとして、ポルポト政権下でのジェノサイドを学ぶため多くの外国人観光客が訪れる。

### 地雷博物館
クメール・ルージュ体制と内戦の恐怖を記憶するもう一つの場所が、シェムリアップからアンコールへ向かう途中にある地雷博物館である。同館の展示と管理を担当しているのがアキ・ラーであり、彼はかつてクメール・ルージュと戦うべくベトナム軍に13年間にわたって所属し、戦時中は地雷除去を担当していた。同博物館にはアキ・ラー氏が自分で除去し、信管を抜いた地雷が数多く展示されている。

### トンレサップ湖
トンレサップの湖岸に沿って、支柱で支えられた建物だけでなく、屋形船でも生活する村がいくつもあって、よく「泳ぐ村」と呼ばれている。例年水位が上昇する時期には、村中総出で引っ越しをして、漁業で生計を立てるのである。また、トンレサップやその周辺の湖水に浸る地域は魚が豊富で様々な種類の鳥が集まってくることから、 Prek Toal 鳥保護区が設定されている。

## 文化
カンボジアの美術や工芸（木製や石製の彫刻、織物など）や芸能（伝統舞踊やスバエク（影絵芝居）など）は、芸術家がクメール・ルージュの殺人の犠牲者になってしまったため、ほとんど完全に破壊されてしまった。シェムリアップでは、平和な市民社会の再建に伴い、各種の研究団体や芸術家グループが結成され、こうした技芸を復興させている。

### 伝統舞踊
カンボジア古典舞踊は、ユネスコの世界無形文化遺産に登録されている。カンボジアの舞踏には、古来より、宮廷の儀式で舞われた王宮古典舞踏と、庶民に受け継がれた民族舞踏の二つの流れがある。カンボジアの宮廷古典舞踏は、アンコール時代、王や神々への祈りのために舞われ、以来王宮で大切に保護されていたが、クメール・ルージュの弾圧の対象となり、9割の舞踏家や楽師の命が失われ一時滅亡の危機に陥る。しかし、1980年、王室や生き残った舞踏家たちにより、王立芸術大学が再開し、古典舞踏も蘇る。
古典舞踏の代表的な演目に「アプサラ・ダンス」があり、カンボジア舞踏を通称 アプサラ・ダンス と呼ぶこともある。アプサラの語源は、「アプサラス」という古代インド神話に登場する天女で、天の踊り子、または、クメール王からの神への最高使者を意味する。世界遺産アンコール・ワットの壁画の浮彫（レリーフ）にも、アプサラ（天女）の舞の様子が無数に刻まれている。
カンボジア舞踏では、スコー・トム（大きい太鼓）、スコー・トォチ（小さい太鼓）、サンポー（第付き樽型両面太鼓）、コーン・トォチ（環状ゴング）、ロニアット・アエック（木琴）、ターケー（鰐琴）などの楽器が使われる。

### 影絵芝居
カンボジアでは、特に西部で、インドネシアの有名なワヤン・クリと同様の影絵芝居が行われている。シェムリアップでは、例えば Krousar Thmey Foundation の子どもたちが毎週1回、 Hotel La Noria のレストランで上演している。現代的な話題を紹介したり盛り上げたりする目的で、登場人物やストーリーが追加されることもある。例えば、団結とか、敬老の心とか、児童擁護とか、エイズ撲滅といった具合である（買春も参照）。伝統楽器によるカンボジア音楽も聴くことができる。影絵人形は、地元の House of Peace Association がその他の物とともに製造している。

## 交通
- 陸路
  - 国道6号線（英語版）の主要な経由地である。
  - 長距離バス - プノンペン、ポイペト、バンコクなどへのバスが運行されている。発着地は、運行会社ごとに異なっている。
  - ピックアップトラック - 近郊の地域にはピックアップトラックが運行されている。
  - 市内交通 -  アンコール・ワット等のアンコール遺跡群への観光は、ツアーへの参加、タクシー、トゥクトゥク、バイクタクシーなどを使用するか、レンタサイクル、レンタル電動スクーターを利用するのが一般的である。
  - 配車アプリである Passapp や Grab も利用できる。
- 水路 - トンレサップ湖を経由した、プノンペン方面へのスピードボート、およびクルーズ船が運航されている。
- 空路 - 2023年10月、市内中心部から約45km東方の場所にシェムリアップ・アンコール国際空港が開港した。従来のシェムリアップ国際空港は運用を終えた。